# Stanisławów (gmina)
Stanisławów – gmina wiejska w województwie mazowieckim, w powiecie mińskim. W latach 1975–1998 gmina położona była w województwie siedleckim.
Siedziba gminy to Stanisławów.
31 grudnia 2017 gminę zamieszkiwało 6737 osób.
Przez terytorium gminy przechodzą dwa ważne szlaki komunikacyjne – droga krajowa nr 50 i droga wojewódzka 637.
Gmina Stanisławów powstała za Królestwa Polskiego – 19 maja?/31 maja 1870 w powiecie mińskim w guberni warszawskiej w związku z utratą praw miejskich przez miasto Stanisławów i przekształceniu jego w wiejską gminę Stanisławów w granicach dotychczasowego miasta.
5 października 1973 do gminy Stanisławów włączono miejscowość Walercin-Kolonia z gminy Dębe Wielkie.

## Struktura powierzchni
Według danych z roku 2002 gmina Stanisławów ma obszar 106,01 km², w tym:
- użytki rolne: 64%
- użytki leśne: 28%

Gmina stanowi 9,1% powierzchni powiatu.

## Demografia

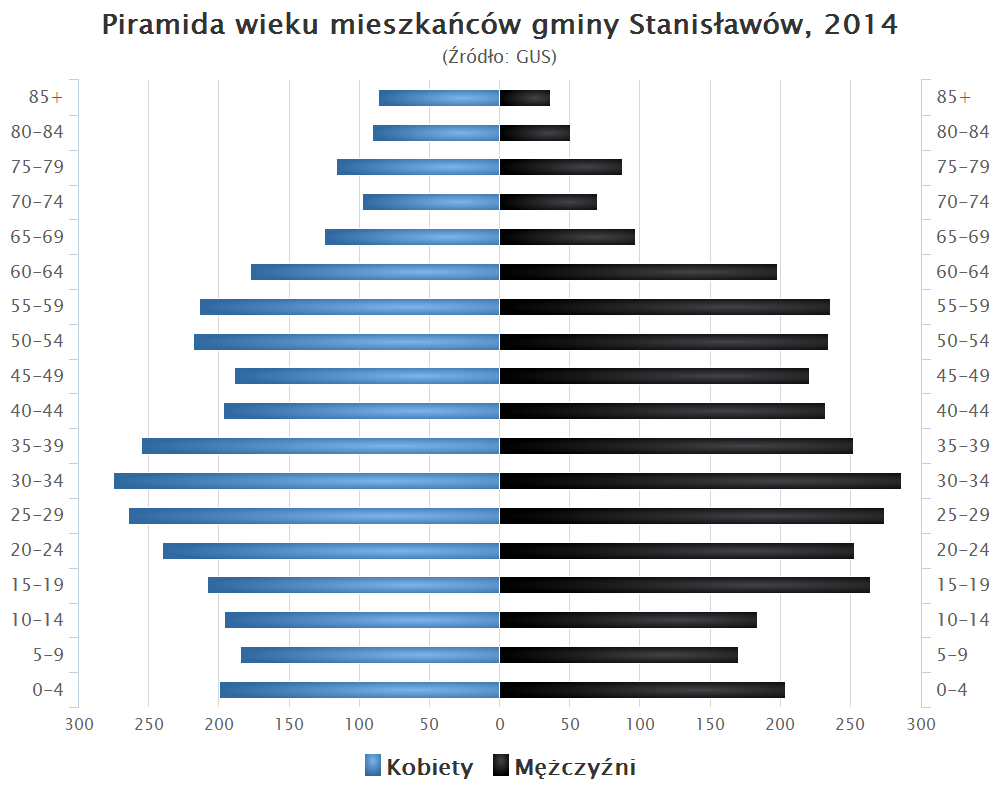
Piramida wieku mieszkańców gminy Stanisławów w 2014 roku

Dane z 30 czerwca 2004:
| Opis                              | Ogółem | Ogółem | Kobiety | Kobiety | Mężczyźni | Mężczyźni |
| --------------------------------- | ------ | ------ | ------- | ------- | --------- | --------- |
| jednostka                         | osób   | %      | osób    | %       | osób      | %         |
| populacja                         | 6239   | 100    | 3112    | 49,9    | 3127      | 50,1      |
| gęstość zaludnienia (mieszk./km²) | 58,9   | 58,9   | 29,4    | 29,4    | 29,5      | 29,5      |

Dane z 31 grudnia 2017:
| Opis                              | Ogółem | Ogółem | Kobiety | Kobiety | Mężczyźni | Mężczyźni |
| --------------------------------- | ------ | ------ | ------- | ------- | --------- | --------- |
| jednostka                         | osób   | %      | osób    | %       | osób      | %         |
| populacja                         | 6737   | 100    | 3351    | 49,7    | 3386      | 50,3      |
| gęstość zaludnienia (mieszk./km²) | 63,55  | 63,55  | 31,61   | 31,61   | 31,94     | 31,94     |

## Historia
2 maja 1523 dwaj ostatni książęta mazowieccy, Stanisław (1500–1524) i Janusz III (1502–1526) nadali wsi książęcej Cisek prawa miejskie. W tym samym czasie nastąpiła zmiana nazwy z Cisek na Stanisławów. Uzyskanie przez Stanisławów praw miejskich stało się ważnym momentem dla rozwoju tej miejscowości, dzięki opiece królowej Bony, a następnie biskupa Noskowskiego. Do czynników przyspieszających rozwój Stanisławowa przyczyniły się przywileje królewskie.
Wojny szwedzkie wyniszczyły Stanisławów, co spowodowało upadek do rangi wsi. Stan zastoju miasta po wojnach szwedzkich trwał 10 lat. Ważnym momentem w dziejach Stanisławowa była ponowna lokacja miasta w 1677. Po upadku Rzeczypospolitej Stanisławów znalazł się w zaborze austriackim, w prowincji Galicja Zachodnia. Po wojnie Księstwa Warszawskiego z Austrią w 1809 Stanisławów znalazł się w granicach Księstwa Warszawskiego jako miasto powiatowe. Po powstaniu Królestwa Polskiego Stanisławów został wyznaczony na siedzibę miasta obwodowego. Obwód stanisławowski składał się z powiatu stanisławowskiego i powiatu siennickiego. Wkrótce stolica obwodu stanisławowskiego została przeniesiona do Mińska. Brak perspektyw rozwoju spowodował w 1866 likwidację powiatu stanisławowskiego, z którego powstał powiat radzymiński i nowomiński. W 1869 Stanisławów utracił prawa miejskie i stał się tylko siedzibą władz gminnych. Po odzyskaniu niepodległości przez Polskę Stanisławów znalazł się w powiecie mińskim województwa warszawskiego. Reforma administracyjna wprowadzona w 1975 spowodowała likwidację powiatów, w tym właśnie czasie Stanisławów trafił pod władzę administracyjną województwa siedleckiego. 1 stycznia 1999 Stanisławów znalazł się ponownie w powiecie mińskim, tym razem województwa mazowieckiego.

## Miejscowości
1. 0690022 Poręby Leśne osada leśna
2. 0689881 Borek Czarniński wieś
3. 0689898 Choiny wieś
4. 0689906 Ciopan wieś
5. 0689912 Cisówka wieś
6. 0689929 Czarna wieś
7. 0689935 Goździówka wieś
8. 0689941 Kolonie Stanisławów wieś
9. 0689958 Legacz wieś
10. 0689964 Lubomin wieś
11. 0689970 Ładzyń wieś
12. 0689987 Łęka wieś
13. 0690000 Mały Stanisławów wieś
14. 0690016 Ołdakowizna wieś
15. 0690039 Papiernia wieś
16. 0690068 Porąb wieś
17. 0690097 Prądzewo-Kopaczewo wieś
18. 0690111 Pustelnik wieś
19. 0690134 Retków wieś
20. 0690157 Rządza wieś
21. 0690170 Sokóle wieś
22. 0690186 Stanisławów wieś
23. 0690192 Suchowizna wieś
24. 0690200 Szymankowszczyzna wieś
25. 0690217 Wólka Czarnińska wieś
26. 0690230 Wólka Piecząca wieś
27. 0690246 Wólka Wybraniecka wieś
28. 0690223 Wólka-Konstancja wieś
29. 0690252 Zalesie wieś
30. 0690275 Zawiesiuchy wieś

## Sołectwa
Borek Czarniński, Choiny, Ciopan, Cisówka, Czarna, Goździówka, Kolonie Stanisławów, Legacz, Lubomin, Ładzyń, Łęka, Mały Stanisławów, Ołdakowizna, Papiernia, Porąb, Prądzewo-Kopaczewo, Pustelnik, Retków, Rządza, Sokóle, Stanisławów, Szymankowszczyzna, Suchowizna, Wólka Czarnińska, Wólka-Konstancja, Wólka Piecząca, Wólka Wybraniecka, Zalesie, Zawiesiuchy

## Sąsiednie gminy
Dębe Wielkie, Dobre, Jakubów, Mińsk Mazowiecki, Poświętne, Strachówka, Zielonka